# Lauren Paolini
Lauren Adair Paolini (Ann Arbor, 22 agosto 1987) è un'ex pallavolista statunitense nel ruolo di centrale.

## Carriera
La carriera di Lauren Paolini inizia nel 2005 tra le file dell'University of Texas at Austin: nell'ultimo anno trascorso con la squadra universitaria texana giunge fino alle semifinali della NCAA Division I. Terminata l'università, nel 2008, ottiene le prime convocazioni in nazionale statunitense, con la quale disputa la Coppa panamericana classificandosi al quinto posto.
Nella stagione 2010-11 viene ingaggiata dall'Asystel Volley. Nella stagione successiva gioca nel Crema Volley in Serie A2, ottenendo la promozione nella massima serie; con la nazionale si aggiudica la medaglia d'oro alla Coppa panamericana 2012, successo poi bissato anche nell'edizione successiva. Nel gennaio 2013, a seguito del fallimento della società lombarda, conclude la stagione nella squadra azera dell'İqtisadçı Voleybol Klubu; con la nazionale, nel 2013, vince la medaglia d'oro al campionato nordamericano e quella d'argento alla Grand Champions Cup.
Nella stagione 2013-14 passa all'Hitachi Rivale, nella V.Premier League giapponese, risultando miglior attaccante del campionato e ripetendosi anche al termine della stagione seguente; nel 2015 con la nazionale vince la medaglia d'oro alla Coppa panamericana ed ai XVII Giochi panamericani.

## Palmarès

### Nazionale (competizioni minori)
- Coppa panamericana 2012
- Coppa panamericana 2013
- Montreux Volley Masters 2014
- Coppa panamericana 2015
- Giochi panamericani 2015

### Premi individuali
- 2007 - All-America Third Team
- 2008 - All-America First Team
- 2008 - Division I NCAA statunitense: Seattle Regional MVP
- 2013 - Superliqa azera: Miglior muro
- 2014 - V.Premier League giapponese: Miglior attaccante
- 2015 - V.Premier League giapponese: Miglior attaccante